# Sticherus hypoleucus
Sticherus hypoleucus là một loài dương xỉ trong họ Gleicheniaceae. Loài này được Sodiro Copel. mô tả khoa học đầu tiên năm 1947.